# Kristian Pilipović
Kristian Pilipovic (Đakovo, 10 de diciembre de 1994) es un jugador de balonmano austro-croata, que juega de portero en el Kadetten Schaffhausen.
Fue internacional con la selección de balonmano de Austria, y en la actualidad es internacional con la selección de balonmano de Croacia.

## Palmarés

### Fivers Margareten
- Copa de Austria de balonmano (3): 2013, 2015, 2016

### Kadetten Schaffhausen
- Liga de Suiza de balonmano (4): 2019, 2022, 2023, 2024
- Copa de Suiza de balonmano (2): 2021, 2024

## Clubes
- HB Fivers Margareten (2012-2017)
- RK Nexe Našice (2017-2018)
- Kadetten Schaffhausen (2018-2022)
- Orlen Wisła Płock (2022)
- Kadetten Schaffhausen (2022- )